# Pigeon Lake (Kawartha Lakes)
Der Pigeon Lake (englisch für „Tauben-See“) ist ein See in der kanadischen Provinz Ontario.

## Lage
Der Pigeon Lake ist ein langgestreckter See. Er misst in Nord-Süd-Richtung 25 km. Die Seebreite beträgt 1,5 km. Der See gehört zur Seengruppe der Kawartha Lakes, welche am Ende der letzten Eiszeit am Südrand des Kanadischen Schildes entstand. Der Pigeon Lake bildet außerdem mit den beiden östlich gelegenen Seen Buckhorn Lake und Chemong Lake ein Dreiseensystem. Mit dem Buckhorn Lake ist er über die Gannon Narrows verbunden. Im Nordteil des Sees liegt die Insel Big Island.
Im Nordwesten befindet sich die Schleuse 32 des Trent-Severn-Wasserweg am Bobcaygeon River. Im Süden mündet der Pigeon River in den See.

## Seefauna
Im Pigeon Lake werden folgende Fischarten gefangen: Glasaugenbarsch, Forellenbarsch, Schwarzbarsch, Muskellunge, Amerikanischer Flussbarsch, Schwarzflecken-Sonnenbarsch (Black Crappie) und Sonnenbarsche.